# US Open 1993
Lo US Open 1993 è stata la 113ª edizione dello US Open e quarta prova stagionale dello Slam.Si è disputato dal 30 agosto al 12 settembre 1993 al USTA Billie Jean King National Tennis Center in Flushing Meadows di New York negli Stati Uniti. 
Il singolare maschile è stato vinto dallo statunitense Pete Sampras, che si è imposto sul francese Cédric Pioline in tre set col punteggio di 6–4, 6–4, 6–3. Il singolare femminile è stato vinto dalla tedesca Steffi Graf, che ha battuto in finale la ceca Helena Suková. 
Nel doppio maschile si sono imposti Ken Flach e Rick Leach. Nel doppio femminile hanno trionfato Arantxa Sánchez Vicario e Helena Suková. 
Nel doppio misto la vittoria è andata alla ceca Helena Suková, in coppia con Todd Woodbridge.

## Seniors

### Singolare maschile
Pete Sampras ha battuto in finale  Cédric Pioline con il punteggio di 6–4, 6–4, 6–3.
- È stato il 3º titolo del Grande Slam per Sampras il suo 2º US Open.

### Singolare femminile
Steffi Graf ha battuto in finale  Helena Suková con il punteggio di 6–3, 6–3.
- È stato il 14º titolo del Grande Slam per Steffi Graf e il suo 3º US Open.

### Doppio maschile
Ken Flach /  Rick Leach hanno battuto in finale  Karel Nováček /  Martin Damm con il punteggio di 6(3)–7, 6–4, 6–2.

### Doppio femminile
Arantxa Sánchez Vicario /  Helena Suková hanno battuto in finale  Amanda Coetzer /  Inés Gorrochategui con il punteggio di 6–4, 6–2.

### Doppio misto
Helena Suková /  Todd Woodbridge hanno battuto in finale  Martina Navrátilová /  Mark Woodforde con il punteggio di 6–3, 7–6(6).

## Juniors

### Singolare ragazzi
Marcelo Ríos ha battuto in finale  Steven Downs con il punteggio di 7–6, 6–3.

### Singolare ragazze
Maria Francesca Bentivoglio ha battuto in finale  Yuka Yoshida con il punteggio di 7–6, 6–4.

### Doppio ragazzi
Neville Godwin /  Gareth Williams hanno battuto in finale  Ben Ellwood /  James Sekulov con il punteggio di 6–3, 6–3.

### Doppio ragazze
Nicole London /  Julie Steven hanno battuto in finale  Hiroko Mochizuki /  Yuka Yoshida con il punteggio di 6–3, 6–4.